# LIT:potsdam

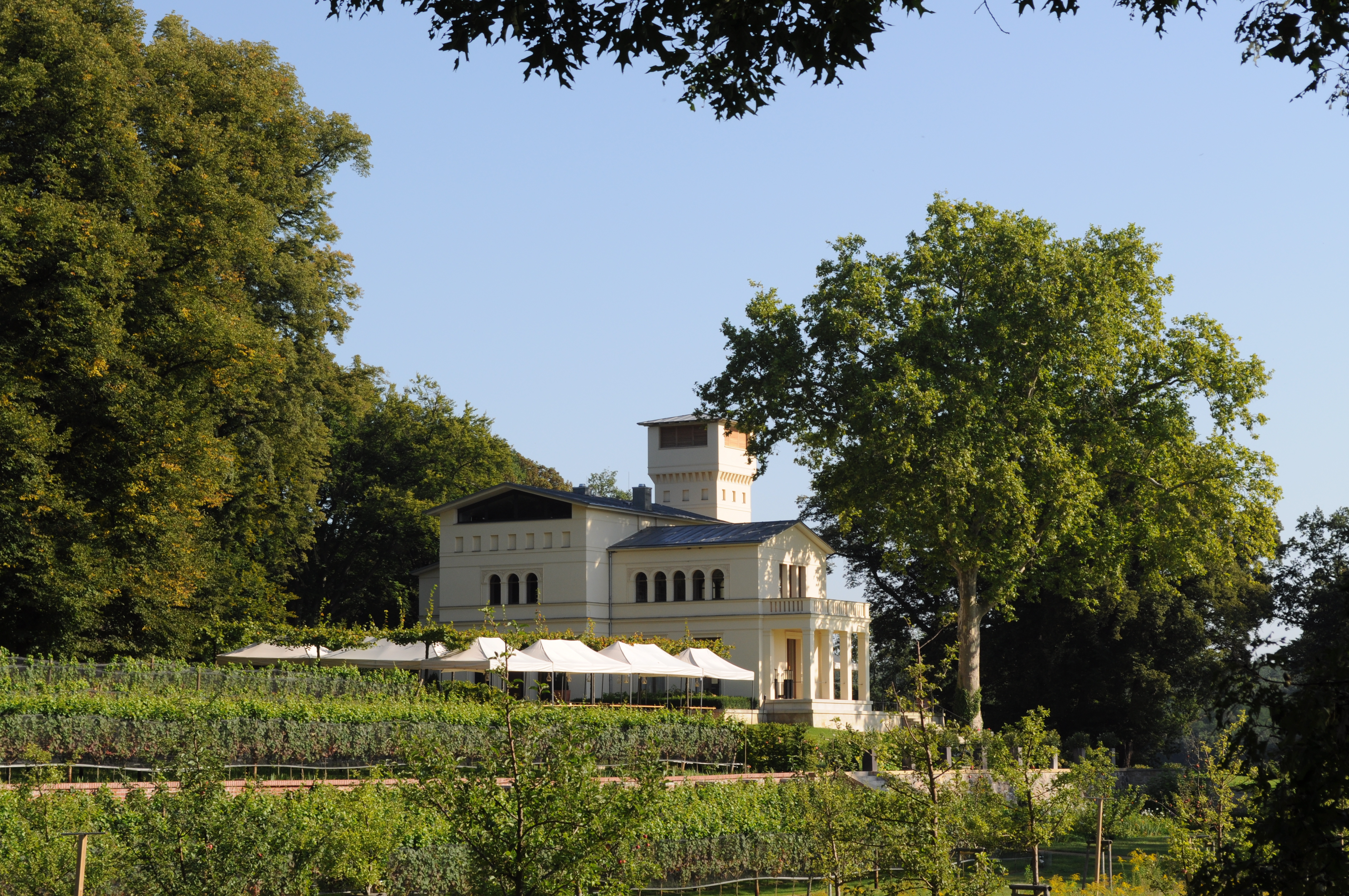
Einer der Veranstaltungsorte der LIT:potsdam: Villa Jacobs

LIT:potsdam ist ein 2013 von dem Verein lit:pots e.V. aus einem bürgerschaftlichen Engagement heraus gegründetes internationales Literaturfestival in Potsdam und Brandenburg. Im Mittelpunkt des Festivals stehen Lesungen und Gespräche mit Autoren, Wissenschaftlern und Politologen zu wechselnden Themenschwerpunkten. Das Literaturfestival findet jährlich mehrere Tage im Sommer statt und bietet neben etablierten Veranstaltungsorten wie Theatern und Museen exklusiven Zugang zu privaten Villen und Gärten, die Potsdamer Bürger für besondere literarische Formate öffnen. Die kuratorische Leitung hat seit 2023 Literaturkritiker Denis Scheck inne. Fester Bestandteil von LIT:potsdam ist das Kinder- und Jugendprogramm mit Lesungen und Workshops in Schulen und an anderen öffentlichen Orten. Mittlerweile werden damit über 1000 Kinder und Jugendliche erreicht. Im Rahmen des Festivals findet die Fachkonferenz „Digitaltag“ statt. Bei der Fachtagung sind Experten aus Verlagswesen, Medien und Politik geladen, um über die fortschreitende Digitalisierung und die damit einhergehenden Nebeneffekte zu sprechen.

## Teilnehmende Schriftsteller
Seit 2014 begleitet ein „Writer in Residence“ das gesamte Festival, lernt Kollegen der Literatur- und Medienbranche kennen und fördert den literarischen Austausch. Geladen waren bereits der Schriftsteller Hans Magnus Enzensberger, Martin Walser und Daniel Kehlmann. Nach einer Pause während der Corona-Pandemie wurde das „Writer in Residence“-Programm 2023 weitergeführt mit der dänischen Schriftstellerin und Performerin Madame Nielsen. Weitere Gäste des Literaturfestivals waren u. a. John von Düffel, Juli Zeh, Karen Duve, Peter Sloterdijk, Herta Müller, Sebastian Fitzek, Ferdinand von Schirach, Paul Maar, Julia Franck, Joachim Meyerhoff, Arno Geiger, Peter Wohlleben und Kim de l’Horizon.

## Veranstaltungsorte
- Potsdam-Institut für Klimafolgenforschung (PIK)
- Institute for Advanced Sustainability Studies (IASS)
- Brandenburgisches Literaturbüro
- Villa Jacobs
- Palais Lichtenau
- Stadt- und Landesbibliothek im Bildungsforum Potsdam
- Filmmuseum Potsdam
- Museum Barberini
- Hans Otto Theater
- Kulturquartier Schiffbauergasse
- T-Werk
- Schinkelhalle
- Alte Brauerei
- Schloss Reckahn

## Förderung
LIT:potsdam wird gefördert von der Landeshauptstadt Potsdam mit dem Kulturquartier Schiffbauergasse Potsdam, aus Mitteln des Landes Brandenburg sowie mit Unterstützung von weiteren Kooperationspartnern.

## Schirmherrschaft
Die Schirmherrschaft des Festivals haben Manja Schüle, Ministerin für Wissenschaft, Forschung und Kultur des Landes Brandenburg, sowie Mike Schubert, Oberbürgermeister der Landeshauptstadt Potsdam, übernommen.

## Belege
1. ↑  Literarischer Sommer 2016 - Literaturfestival Potsdam Brandenburg. In: Literarischer Sommer 2016. Abgerufen am 29. September 2016.
2. ↑  Erik Wenk: Bilanz: Potsdams Literaturfestival "lit:potsdam": Schwitzen statt Schmökern. In: Potsdamer Neueste Nachrichten. 6. Juli 2015 (pnn.de [abgerufen am 2. Mai 2017]).
3. ↑  Steffi Pyanoe: Potsdamer Literaturfestival: Krimis und Reformation: Ein Festivalausblick auf LIT:potsdam 2017. In: Potsdamer Neueste Nachrichten. 28. April 2017 (pnn.de [abgerufen am 2. Mai 2017]).
4. ↑  „Den Blick über den Tellerrand der eigenen Befindlichkeit zu werfen, ist Ziel des Digitaltags“ | BuchMarkt. 18. Juni 2023, abgerufen am 22. Juni 2023 (deutsch).